# Reudelsterz
Reudelsterz là một đô thị ở huyện Mayen-Koblenz bang Rheinland-Pfalz, phía tây nước Đức. Đô thị Reudelsterz có diện tích 3,94 km².